# Matt Schnobrich
Matt Schnobrich, född den 12 november 1978 i Minneapolis i USA, är en amerikansk roddare.
Han tog OS-brons i åtta med styrman i samband med de olympiska roddtävlingarna 2008 i Peking.